# Cimicodes ruptimacula
Cimicodes ruptimacula là một loài bướm đêm trong họ Geometridae.